# Teenage Mutant Hero Turtles (Zeichentrickserie)/Episodenliste
Die Liste der Episoden von Teenage Mutant Hero Turtles umfasst eine Auflistung der Episoden der amerikanischen Zeichentrickserie Teenage Mutant Hero Turtles, sortiert nach der US-Erstausstrahlungsreihenfolge. Es wurden insgesamt 193 Episoden in 10 Staffeln produziert.
Die Erstausstrahlung der Serie erfolgte in den USA, beginnend mit der 5-teiligen ersten Staffel, am 10. Dezember 1987. Die zweite Staffel, bestehend aus 13 Episoden folgte am 1. Oktober 1988 und die dritte Staffel mit 47 Episoden am 25. September 1989. Die ersten drei Staffeln wurden dabei auf mehreren Sendern gleichzeitig in Syndikation gesendet. Ab der vierten Staffel wurde die Serie exklusiv auf CBS ausgestrahlt, wo sie bis zu ihrer Einstellung stets samstagmorgens gezeigt wurde. Lediglich die sogenannte Ferien-in-Europa-Staffel wurde im USA Cartoon Express Programmfenster des USA Network 1992 gezeigt.
In Deutschland begann die deutsche Erstausstrahlung am 21. Juli 1990 auf RTL, damals noch RTL plus. RTL zeigte dabei die zweite, dritte und einen Teil der vierten Staffel. Ab 28. September 1991 setzte der Sender die Ausstrahlung mit neuen Folgen fort und zeigte die zunächst übersprungene erste Staffel, die verbleibenden Folgen der vierten Staffel und die fünfte Staffel, mit Ausnahme des Der goldige Planet Zweiteilers. Erst am 4. September 1996 setzte RTL 2 die Ausstrahlung fort, dabei zeigte man den zuvor ausgelassenen Zwei-Teiler sowie die komplette sechste und siebte Staffel. Zuletzt sendete der Call-in-Sender tm3 ab dem 19. April 1999 die verbleibenden drei Staffeln der Serie.

## Staffel 1
| Nr. (ges.) | Nr. (St.) | Deutscher Titel             | Originaltitel                          | Erstausstrahlung USA | Deutschsprachige Erstausstrahlung (D) | Drehbuch                  | Prod. Code |
| ---------- | --------- | --------------------------- | -------------------------------------- | -------------------- | ------------------------------------- | ------------------------- | ---------- |
| 1          | 1         | Die Grünen kommen           | Turtle Tracks                          | 10. Sep. 1987        | 28. Sep. 1991                         | David Wise & Patti Howeth | 9030-001   |
| 2          | 2         | Das Schwein und das Nashorn | Enter the Shredder                     | 11. Sep. 1987        | 5. Okt. 1991                          | David Wise & Patti Howeth | 9030-002   |
| 3          | 3         | Der Rattenfänger            | A Thing about Rats                     | 12. Sep. 1987        | 12. Okt. 1991                         | David Wise & Patti Howeth | 9030-003   |
| 4          | 4         | Die Außerirdischen          | Hot Rodding Teenagers from Dimension X | 13. Sep. 1987        | 19. Okt. 1991                         | David Wise & Patti Howeth | 9030-004   |
| 5          | 5         | Des Kaisers neuer Körper    | Shredder & Splintered                  | 14. Sep. 1987        | 26. Okt. 1991                         | David Wise & Patti Howeth | 9030-005   |

## Staffel 2
| Nr. (ges.) | Nr. (St.) | Deutscher Titel           | Originaltitel                    | Erstausstrahlung USA | Deutschsprachige Erstausstrahlung (D) | Drehbuch                                | Prod. Code |
| ---------- | --------- | ------------------------- | -------------------------------- | -------------------- | ------------------------------------- | --------------------------------------- | ---------- |
| 6          | 1         | Die Rückkehr des Shredder | Return of the Shredder           | 1. Okt. 1988         | 21. Juli 1990                         | David Wise, Patti Howeth & Christy Marx | 8910-001   |
| 7          | 2         | Die Augen von Sanos       | The Incredible Shrinking Turtles | 8. Okt. 1988         | 28. Juli 1990                         | Larry Parr                              | 8910-002   |
| 8          | 3         | Die Macht des Kristalls   | It Came from Beneath the Sewers  | 15. Okt. 1988        | 4. Aug. 1990                          | Larry Parr                              | 8910-003   |
| 9          | 4         | Teuflische Technik        | The Mean Machines                | 22. Okt. 1988        | 11. Aug. 1990                         | Michael Reaves                          | 8910-004   |
| 10         | 5         | Die Jagd der Entscheidung | Curse of the Evil Eye            | 29. Okt. 1988        | 18. Aug. 1990                         | Martin Pasko                            | 8910-005   |
| 11         | 6         | Die Monsterpizzas         | The Case of the Killer Pizzas    | 5. Nov. 1988         | 25. Aug. 1990                         | Douglas Booth                           | 8910-006   |
| 12         | 7         | Die Duftfalle             | Enter the Fly                    | 12. Nov. 1988        | 1. Sep. 1990                          | Michael Reaves & Brynne Stephens        | 8910-007   |
| 13         | 8         | Die Frösche kommen        | Invasion of the Punk Frogs       | 19. Nov. 1988        | 8. Sep. 1990                          | Michael Reaves                          | 8910-008   |
| 14         | 9         | Der Schlüssel zur Macht   | Splinter No More                 | 26. Nov. 1988        | 15. Sep. 1990                         | Michael Reaves & Brynne Stephens        | 8910-009   |
| 15         | 10        | Die Robotergefahr         | New Yorks Shiniest               | 3. Dez. 1988         | 22. Sep. 1990                         | Richard Merwin                          | 8910-010   |
| 16         | 11        | Die fliegenden Teenagers  | Teenagers from Dimension X       | 10. Dez. 1988        | 29. Sep. 1990                         | Michael Reaves                          | 8910-011   |
| 17         | 12        | April, die Raubkatze      | The Cat Woman from Channel Six   | 17. Dez. 1988        | 6. Okt. 1990                          | Richard Merwin                          | 8910-012   |
| 18         | 13        | Der Großangriff           | Return of the Technodrome        | 24. Dez. 1988        | 30. Sep. 1990                         | Michael Reaves                          | 8910-013   |

## Staffel 3
| Nr. (ges.) | Nr. (St.) | Deutscher Titel                 | Originaltitel                      | Erstausstrahlung USA | Deutschsprachige Erstausstrahlung (D) | Drehbuch                         | Prod. Code |
| ---------- | --------- | ------------------------------- | ---------------------------------- | -------------------- | ------------------------------------- | -------------------------------- | ---------- |
| 19         | 1         | Die Ruhe vor dem Sturm          | Beneath these Streets              | 25. Sep. 1989        | 10. Nov. 1990                         | Michael Reaves                   | 9059-001   |
| 20         | 2         | Eine Stadt geht in die Luft     | Sky Turtles                        | 26. Sep. 1989        | 3. Nov. 1990                          | Reed Shelly & Bruce Shelly       | 9059-003   |
| 21         | 3         | Das Fernsehekel                 | Turtles On Trial                   | 27. Sep. 1989        | 20. Okt. 1990                         | Michael Reaves                   | 9059-007   |
| 22         | 4         | Irma, die Große                 | Attack of the 50-Foot Irma         | 28. Sep. 1989        | 24. Aug. 1991                         | Rowby Goren                      | 9059-008   |
| 23         | 5         | Der Malteser Hamster            | The Malteser Hamster               | 29. Sep. 1989        | 17. Nov. 1990                         | David Wise                       | 9059-009   |
| 24         | 6         | Original oder Fälschung?        | Cowabunga Shredhead                | 2. Okt. 1989         | 16. Feb. 1991                         | Duane Capizzi & Steve Roberts    | 9059-004   |
| 25         | 7         | Der Turtle Fan                  | The Fifth Turtle                   | 3. Okt. 1989         | 8. Dez. 1990                          | Francis Moss                     | 9059-010   |
| 26         | 8         | Das Schwert des Universums      | The Ninja Sword of Nowhere         | 4. Okt. 1989         | 12. Jan. 1991                         | Michael Edens & Mark Edens       | 9059-012   |
| 27         | 9         | Die Flutkatastrophe             | 20.000 Leaks Under the City        | 5. Okt. 1989         | 2. März 1991                          | Bob Schooley & Mark McCorkle     | 9059-018   |
| 28         | 10        | Heiß und Kalt                   | Brune's Blues                      | 6. Okt. 1989         | 1. Dez. 1990                          | Bill Wolf & Gordon Bressack      | 9059-017   |
| 29         | 11        | Der Gehirnverdreher             | Super Bebop & Mighty Rocksteady    | 9. Okt. 1989         | 27. Apr. 1991                         | David Carren & Larry Carroll     | 9059-021   |
| 30         | 12        | Kampf mit dem Rattenkönig       | Enter The Rat King                 | 10. Okt. 1989        | 15. Dez. 1990                         | Buzz Dixon                       | 9059-015   |
| 31         | 13        | Die Verwandlung                 | The Old Switcheroo                 | 11. Okt. 1989        | 24. Nov. 1990                         | Michael Reaves                   | 9059-006   |
| 32         | 14        | Der elektronische Krieger       | Attack of the Big MACC             | 12. Okt. 1989        | 5. Jan. 1991                          | Francis Moss                     | 9059-023   |
| 33         | 15        | Eingefangen                     | Camera Bugged                      | 13. Okt. 1989        | 9. März 1991                          | Michael Edens & Mark Edens       | 9059-011   |
| 34         | 16        | Die vier Musketiere             | Four Musketurtles                  | 30. Okt. 1989        | 2. Feb. 1991                          | Doug Molitor                     | 9059-032   |
| 35         | 17        | Im Reich der Saurier            | Turtles at the Earth's Core        | 31. Okt. 1989        | 22. Dez. 1990                         | Michael Reaves                   | 9059-016   |
| 36         | 18        | Die Rivalin des Shredders       | Beware the Lotus                   | 1. Nov. 1989         | 8. Juni 1991                          | Doug Molitor                     | 9059-019   |
| 37         | 19        | Die Führungskrise               | Take me to your Leader             | 2. Nov. 1989         | 26. Jan. 1991                         | David Wise                       | 9059-014   |
| 38         | 20        | Der Geist ruft                  | Blast from the Past                | 3. Nov. 1989         | 4. Mai 1991                           | David Wise                       | 9059-022   |
| 39         | 21        | Der Vollstrecker                | Casey Jones: Outlaw Hero           | 7. Nov. 1989         | 30. März 1991                         | David Wise                       | 9059-027   |
| 40         | 22        | Die Turtlejagd                  | Turtles, Turtles Everywhere        | 8. Nov. 1989         | 9. Feb. 1991                          | David Carren & Larry Carroll     | 9059-029   |
| 41         | 23        | Heißes Pflaster Florida         | Leatherhead: Terror of the Swamp   | 9. Nov. 1989         | 11. Mai 1991                          | Michael Reaves                   | 9059-020   |
| 42         | 24        | Unternehmergeist                | Corporate Raiders from Dimension X | 10. Nov. 1989        | 13. Apr. 1991                         | David Wise                       | 9059-035   |
| 43         | 25        | Der Samurai Hase                | Usagi Yojimbo                      | 13. Nov. 1989        | 25. Mai 1991                          | David Wise                       | 9059-033   |
| 44         | 26        | Der Besuch der UFOs             | Invasion of the Turtle Snatchers   | 14. Nov. 1989        | 23. Feb. 1991                         | Francis Moss                     | 9059-005   |
| 45         | 27        | Ich glaub, mich tritt ein Stier | Mutagen Monster                    | 15. Nov. 1989        | 17. Aug. 1991                         | Michael Edens & Mark Edens       | 9059-026   |
| 46         | 28        | Ein unglaubliches Abenteuer     | Shredderville                      | 16. Nov. 1989        | 6. Apr. 1991                          | Francis Moss                     | 9059-034   |
| 47         | 29        | Irma, vernichtend dumm          | The Turtle Terminator              | 17. Nov. 1989        | 6. Juli 1991                          | David Carren & Larry Carroll     | 9059-024   |
| 48         | 30        | Die Supertante                  | Case of the Hot Kimono             | 20. Nov. 1989        | 1. Juni 1991                          | David Carren & Larry Carroll     | 9059-038   |
| 49         | 31        | Die Rachefliege                 | Return of the Fly                  | 22. Nov. 1989        | 23. März 1991                         | Michael Reaves                   | 9059-030   |
| 50         | 32        | Der unheimliche Tempel          | Bye Bye Fly                        | 24. Nov. 1989        | 31. Aug. 1991                         | David Wise                       | 9059-040   |
| 51         | 33        | Metallkopf kommt                | The Making of Metalhead            | 27. Nov. 1989        | 22. Juni 1991                         | Michael Reaves                   | 9059-031   |
| 52         | 34        | Das Krokodil in New York        | Leatherhead Meets the Rat King     | 29. Nov. 1989        | 29. Juni 1991                         | David Wise                       | 9059-037   |
| 53         | 35        | Das Juwel der Krone             | April Fool                         | 1. Dez. 1989         | 29. Dez. 1990                         | Michael Reaves & Brynne Stephens | 9059-002   |
| 54         | 36        | Verliebte Jungs                 | Green with Jealousy                | 4. Dez. 1989         | 16. März 1991                         | Reed Shelly & Bruce Shelly       | 9059-013   |
| 55         | 37        | Falscher Hase                   | Usagi Come Home                    | 5. Dez. 1989         | 15. Juni 1991                         | David Wise                       | 9059-036   |
| 56         | 38        | Der Spaßvogel                   | Mr. Ogg Goes To Town               | 7. Dez. 1989         | 10. Aug. 1991                         | David Wise                       | 9059-044   |
| 57         | 39        | Der Tortellinismaragd           | The Great Boldini                  | 8. Dez. 1989         | 13. Juli 1991                         | Francis Moss                     | 9059-043   |
| 58         | 40        | Der Geburtstagsschreck          | Michelangelo's Birthday            | 2. Feb. 1990         | 18. Mai 1991                          | Bill Wolf & Eliot Daro           | 9059-028   |
| 59         | 41        | Die Pizzafalle                  | Pizza by the Shred                 | 6. Feb. 1990         | 20. Apr. 1991                         | Michael Edens & Mark Edens       | 9059-039   |
| 60         | 42        | Dunkle Zeiten                   | The Big Rip-Off                    | 7. Feb. 1990         | 7. Sep. 1991                          | Michael Reaves                   | 9059-045   |
| 61         | 43        | Die Eroberung der Welt, Teil 1  | The Big Break-In                   | 8. Feb. 1990         | 14. Sep. 1991                         | David Wise                       | 9059-046   |
| 62         | 44        | Die Eroberung der Welt, Teil 2  | The Big Blow-Out                   | 9. Feb. 1990         | 21. Sep. 1991                         | David Wise                       | 9059-047   |
| 63         | 45        | Der Grybyx                      | The Grybyx                         | 14. Mai 1990         | 3. Aug. 1991                          | Michael Reaves                   | 9059-025   |
| 64         | 46        | Shredder Kekse                  | The Gang's All Here                | 16. Mai 1990         | 27. Juli 1991                         | James A. Davis                   | 9059-041   |
| 65         | 47        | Das Geheimversteck              | The Missing Map                    | 24. Juli 1990        | 20. Juli 1991                         | David Wise                       | 9059-042   |

## Staffel 4
| Nr. (ges.) | Nr. (St.) | Deutscher Titel                                           | Originaltitel                             | Erstausstrahlung USA | Deutschsprachige Erstausstrahlung (D) | Drehbuch                      | Prod. Code |
| ---------- | --------- | --------------------------------------------------------- | ----------------------------------------- | -------------------- | ------------------------------------- | ----------------------------- | ---------- |
| 66         | 1         | Hinterhältig                                              | The Dimension X Story                     | 8. Sep. 1990         | 9. Mai 1992                           | David Wise                    | 9061-001   |
| 67         | 2         | Donas Dreh                                                | Donatello's Degree                        | 8. Sep. 1990         | 16. Mai 1992                          | Jack Mendelsohn               | 9061-014   |
| 68         | 3         | Countdown für Kanal 6                                     | Plan Six From Outer Space                 | 10. Sep. 1990        | 2. Nov. 1991                          | David Wise                    | 9060-066   |
| 69         | 4         | Erfinder leben gefährlich                                 | Turtles of the Jungle                     | 11. Sep. 1990        | 9. Nov. 1991                          | Misty Taggart                 | 9060-067   |
| 70         | 5         | Verspielt!                                                | Michelangelo Toys Around                  | 12. Sep. 1990        | 16. Nov. 1991                         | Ted Pedersen & Francis Moss   | 9060-068   |
| 71         | 6         | Marmor, Stein und Eisen bricht, aber unsere Turtles nicht | Peking Turtles                            | 13. Sep. 1990        | 23. Nov. 1991                         | Antonio Ortiz & Carmela Ortiz | 9060-069   |
| 72         | 7         | Heiße Grüße von Mutti                                     | Shredder's Mom                            | 14. Sep. 1990        | 30. Nov. 1991                         | Ted Pedersen & Francis Moss   | 9060-070   |
| 73         | 8         | Die Jagd nach dem Rubin                                   | The Big Cufflink Caper                    | 14. Sep. 1990        | 23. Mai 1992                          | David Wise                    | 9061-005   |
| 74         | 9         | Die Lachkanone                                            | Raphael Knocks 'em Dead                   | 15. Sep. 1990        | 25. Jan. 1992                         | Jack Mendelsohn               | 9061-016   |
| 75         | 10        | Die tollkühne Fliege                                      | Son of Return of the Fly II               | 15. Sep. 1990        | 18. Jan. 1992                         | David Wise                    | 9061-002   |
| 76         | 11        | Vier Turtles und ein Baby                                 | Four Turtles And A Baby                   | 17. Sep. 1990        | 7. Dez. 1991                          | Misty Taggart                 | 9060-071   |
| 77         | 12        | Der Turtles Sammler                                       | Turtlemaniac                              | 18. Sep. 1990        | 14. Dez. 1991                         | Rowby Goren                   | 9060-072   |
| 78         | 13        | Wie im Film                                               | Rondo in New York                         | 19. Sep. 1990        | 28. Dez. 1991                         | Francis Moss & Ted Pedersen   | 9060-078   |
| 79         | 14        | Planet der Turtles                                        | Planet of the Turtles                     | 20. Sep. 1990        | 21. Dez. 1991                         | George Shea                   | 9060-073   |
| 80         | 15        | Musik, die begeistert                                     | Name That Toon                            | 21. Sep. 1990        | 11. Jan. 1992                         | Misty Taggart                 | 9060-074   |
| 81         | 16        | Die Angstmaschine                                         | Bebop and Rocksteady Conquer the Universe | 22. Sep. 1990        | 28. März 1992                         | David Wise                    | 9061-008   |
| 82         | 17        | Piraterie                                                 | Raphael Meets his Match                   | 22. Sep. 1990        | 1. Feb. 1992                          | Charles M. Howell IV          | 9061-015   |
| 83         | 18        | Der alte Held                                             | Superhero For A Day                       | 25. Sep. 1990        | 25. Juli 1992                         | Francis Moss & Ted Pedersen   | 9060-079   |
| 84         | 19        | Klein aber frech                                          | Back to the Egg                           | 26. Sep. 1990        | 4. Jan. 1992                          | Dennis Marks                  | 9060-080   |
| 85         | 20        | Das Phantom                                               | Menace, Maestro Please                    | 28. Sep. 1990        | 28. Aug. 1992                         | Martin Pasko                  | 9060-075   |
| 86         | 21        | Hilfe, Hilfe...                                           | Slash - the Evil Turtle from Dimension X  | 29. Sep. 1990        | 8. Feb. 1992                          | David Wise                    | 9061-009   |
| 87         | 22        | Neue Töne                                                 | Leonardo Lightens Up                      | 29. Sep. 1990        | 15. Feb. 1992                         | Dan DiStefano                 | 9061-018   |
| 88         | 23        | Die Fernsehratten                                         | Were-Rats from Channel 6                  | 13. Okt. 1990        | 22. Feb. 1992                         | David Wise                    | 9061-007   |
| 89         | 24        | Geschrumpft                                               | Funny, They shrunk Michelangelo           | 13. Okt. 1990        | 29. Feb. 1992                         | Michael Edens                 | 9061-019   |
| 90         | 25        | Der Riesenhunger                                          | The Big Zipp Attack                       | 20. Okt. 1990        | 7. März 1992                          | David Wise                    | 9061-003   |
| 91         | 26        | Zeitgefroren                                              | Donatello Makes Time                      | 20. Okt. 1990        | 14. März 1992                         | Dennis Marks                  | 9061-017   |
| 92         | 27        | Der japanische Geist                                      | Farewell, Lotus Blossum                   | 27. Okt. 1990        | 21. März 1992                         | David Wise                    | 9061-004   |
| 93         | 28        | Die Fischmenschen                                         | Rebel without a Fin                       | 27. Okt. 1990        | 4. Apr. 1992                          | Michael Reaves                | 9061-010   |
| 94         | 29        | Rhinoman und Multisau                                     | Rhino-Man                                 | 3. Nov. 1990         | 11. Apr. 1992                         | David Wise                    | 9061-006   |
| 95         | 30        | Der Wanzenmann                                            | Michelangelo Meets Bugman                 | 3. Nov. 1990         | 18. Apr. 1992                         | Dennis Marks                  | 9061-020   |
| 96         | 31        | Die Formel des Erfolgs                                    | Poor Little Rich Turtle                   | 10. Nov. 1990        | 25. Apr. 1992                         | David Wise                    | 9061-011   |
| 97         | 32        | Einfach tierisch                                          | What's Michelangelo Goot For?             | 10. Nov. 1990        | 2. Mai 1992                           | Ted Pedersen & Francis Moss   | 9061-022   |
| 98         | 33        | Das Computerspiel                                         | Leonardo VS Tempestra                     | 17. Nov. 1990        | 30. Mai 1992                          | Misty Taggart                 | 9061-021   |
| 99         | 34        | Selbstständig                                             | Splinter Vanishes                         | 24. Nov. 1990        | 6. Juni 1992                          | Francis Moss & Ted Pedersen   | 9061-026   |
| 100        | 35        | Wie verwandelt                                            | Raphael drives 'em Wild                   | 24. Nov. 1990        | 13. Juni 1992                         | Misty Taggart                 | 9061-025   |
| 101        | 36        | Der Griff nach den Sternen                                | Beyond the Donatello Nebula               | 1. Dez. 1990         | 20. Juni 1992                         | Dennis O’Flaherty             | 9061-023   |
| 102        | 37        | Der große Schrecken                                       | The Big Bug Blunder                       | 1. Dez. 1990         | 22. Aug. 1992                         | Michael Reeves                | 9061-013   |
| 103        | 38        | Meuterei                                                  | The Foot Soldiers are Revolting           | 8. Dez. 1990         | 8. Aug. 1992                          | Michael Reeves                | 9061-012   |
| 104        | 39        | Die UFOs kommen                                           | Unidentified Flying Leonardo              | 8. Dez. 1990         | 15. Aug. 1992                         | Sean Roche                    | 9061-024   |

## Staffel 5
| Nr. (ges.) | Nr. (St.) | Deutscher Titel                  | Originaltitel                             | Erstausstrahlung USA | Deutschsprachige Erstausstrahlung (D) | Drehbuch                            | Prod. Code |
| ---------- | --------- | -------------------------------- | ----------------------------------------- | -------------------- | ------------------------------------- | ----------------------------------- | ---------- |
| 105        | 1         | Der goldige Planet, Teil 1       | Planet of the Turtleloids, Part 1         | 31. Aug. 1991        | 4. Sep. 1996                          | David Wise                          | 6101-0000  |
| 106        | 2         | Der goldige Planet, Teil 2       | Planet of the Turtleloids, Part 2         | 31. Aug. 1991        | 5. Sep. 1996                          | David Wise                          | 6101-0000  |
| 107        | 3         | Die ungleichen Brüder            | My Brother, the Bad Guy                   | 14. Sep. 1991        | 5. Sep. 1992                          | Dennis O’Flaherty                   | 9062-004A  |
| 108        | 4         | Traumhaftes Wiedersehen          | Michelangelo Meets Mondo Gecko            | 14. Sep. 1991        | 23. Sep. 1992                         | Gary Greenfield                     | 9062-006B  |
| 109        | 5         | Wie im Märchen                   | The Turtles and the Hare                  | 16. Sep. 1991        | 11. Juli 1992                         | Misty Taggart                       | 9060-076   |
| 110        | 6         | Kampf um die Zukunft             | Once Upon A Time Machine                  | 17. Sep. 1991        | 1. Aug. 1992                          | Michael Maurer                      | 9060-077   |
| 111        | 7         | Der Mutagen Bote                 | Enter Mutagen Man                         | 21. Sep. 1991        | 26. Sep. 1992                         | David Wise                          | 9062-002A  |
| 112        | 8         | Donas Alleingang                 | Donatello's Badd Time                     | 21. Sep. 1991        | 19. Sep. 1992                         | Misty Taggart                       | 9062-001B  |
| 113        | 9         | Der Comic Jäger                  | Michelangelo Meets Bugman Again           | 28. Sep. 1991        | 17. Okt. 1992                         | David Wise                          | 9062-007B  |
| 114        | 10        | Kübel-Übel                       | Muckman Messes Up                         | 28. Sep. 1991        | 28. Nov. 1992                         | Francis Moss & Ted Pedersen         | 9062-009A  |
| 115        | 11        | Rettet Napoleon                  | Napoleon Bonafrog: Colossus of the Swamps | 5. Okt. 1991         | 24. Okt. 1992                         | Dennis O’Flaherty                   | 9062-005A  |
| 116        | 12        | Robin der Grüne                  | Raphael VS the Volcano                    | 5. Okt. 1991         | 31. Okt. 1992                         | Carole Mendelsohn                   | 9062-012B  |
| 117        | 13        | Der Robo-Cop                     | Leonardo, the Renaissance Turtle          | 9. Okt. 1991         | 2. Jan. 1993                          | Dennis O’Flaherty                   | 9062-016B  |
| 118        | 14        | Der Fliegensturm                 | Landlord of the Flies                     | 19. Okt. 1991        | 7. Nov. 1992                          | Gordon Bressack                     | 9062-015A  |
| 119        | 15        | Der Schnellkopierer              | Donatello's Duplicate                     | 19. Okt. 1991        | 14. Nov. 1992                         | Jack Mendelsohn & Carole Mendelsohn | 9062-003B  |
| 120        | 16        | Eiszeit                          | The Ice Creature Cometh                   | 26. Okt. 1991        | 21. Nov. 1992                         | David Wise                          | 9062-010A  |
| 121        | 17        | Das Kraftwunder                  | Leonardo Cuts Loose                       | 26. Okt. 1991        | 5. Dez. 1992                          | David Wise                          | 9062-008B  |
| 122        | 18        | Radio Wahnsinn                   | Pirate Radio                              | 2. Nov. 1991         | 12. Dez. 1992                         | Misty Taggart                       | 9062-014A  |
| 123        | 19        | Auf den Hund gekommen            | Raphael, Turtle of a Thousand Faces       | 2. Nov. 1991         | 19. Dez. 1992                         | Dennis O’Flaherty                   | 9062-013B  |
| 124        | 20        | Das kann nicht wahr sein         | Zach and the Alien Invaders               | 9. Nov. 1991         | 9. Jan. 1993                          | Francis Moss & Ted Pedersen         | 9062-011A  |
| 125        | 21        | Vorsicht, Kamera!                | Welcome back Polarisoids                  | 16. Nov. 1991        | 16. Jan. 1993                         | Misty Taggart                       | 9062-017A  |
| 126        | 22        | Das Geheimnis des Ah-Men-Tur-Tel | Michelangelo, the Sacred Turtle           | 16. Nov. 1991        | 23. Jan. 1993                         | Dennis O’Flaherty                   | 9062-018B  |

## Staffel 6
| Nr. (ges.) | Nr. (St.) | Deutscher Titel               | Originaltitel                | Erstausstrahlung USA | Deutschsprachige Erstausstrahlung (D) | Drehbuch                            | Prod. Code |
| ---------- | --------- | ----------------------------- | ---------------------------- | -------------------- | ------------------------------------- | ----------------------------------- | ---------- |
| 127        | 1         | Als die Steine laufen lernten | Rock Around the Block        | 19. Sep. 1992        | 11. Sep. 1996                         | David Wise                          | 9062-9201  |
| 128        | 2         | Leonardo – Allein zu Haus     | Leonardo is Missing          | 19. Sep. 1992        | 10. Sep. 1996                         | David Wise                          | 9062-9214  |
| 129        | 3         | Außer Kontrolle               | Krangenstein Lives!          | 26. Sep. 1992        | 6. Sep. 1996                          | David Wise                          | 9062-9202  |
| 130        | 4         | Der Zerstäuber                | Return of the Turtleloids    | 26. Sep. 1992        | 9. Sep. 1996                          | David Wise                          | 9062-9206  |
| 131        | 5         | Super Irma                    | Super Irma                   | 3. Okt. 1992         | 12. Sep. 1996                         | David Wise                          | 9062-9203  |
| 132        | 6         | Der Streber                   | Too Hot to Handle            | 3. Okt. 1992         | 13. Sep. 1996                         | Jack Mendelsohn & Carole Mendelsohn | 9062-9208  |
| 133        | 7         | Der Geburtstags-Schreck       | Shreeka's Revenge            | 10. Okt. 1992        | 18. Sep. 1996                         | Jack Mendelsohn & Carole Mendelsohn | 9062-9207  |
| 134        | 8         | Slash der unmögliche Turtle   | Donatellos trashes Slash     | 10. Okt. 1992        | 19. Sep. 1996                         | David Wise                          | 9062-9211  |
| 135        | 9         | Das Zauberschwert             | The Sword of Yurikawa        | 17. Okt. 1992        | 16. Sep. 1996                         | Marc Handler                        | 9062-9205  |
| 136        | 10        | Das Traum Abenteuer           | Nightmare in the Lair        | 17. Okt. 1992        | 17. Sep. 1996                         | Dennis O’Flaherty                   | 9062-9209  |
| 137        | 11        | Die Schatzinsel               | Adventures in Turtle-Sitting | 24. Okt. 1992        | 20. Sep. 1996                         | Jack Mendelsohn & Carole Mendelsohn | 9062-9204  |
| 138        | 12        | Das Phantom unter der Straße  | Phantom of the Sewers        | 24. Okt. 1992        | 23. Sep. 1996                         | David Wise                          | 9062-9210  |
| 139        | 13        | Schlangenangst                | Snakes Alive!                | 31. Okt. 1992        | 24. Sep. 1996                         | David Wise                          | 9062-9216  |
| 140        | 14        | Der Millionen Dollar Papagai  | Polly wanna Pizza            | 31. Okt. 1992        | 25. Sep. 1996                         | Jack Mendelsohn                     | 9062-9213  |
| 141        | 15        | Schrecklich nett              | Mr. Nice Guy                 | 7. Nov. 1992         | 26. Sep. 1996                         | Steve Granat & Cydne Clark          | 9062-9215  |
| 142        | 16        | Tante Agathe ist die Beste    | Sleuth on the Loose          | 7. Nov. 1992         | 27. Sep. 1996                         | Matt Uitz                           | 9062-9212  |

## Ferien-in-Europa-Staffel
| Nr. (ges.) | Nr. (St.) | Deutscher Titel                       | Originaltitel                 | Erstausstrahlung USA | Deutschsprachige Erstausstrahlung (D) | Drehbuch                       | Prod. Code |
| ---------- | --------- | ------------------------------------- | ----------------------------- | -------------------- | ------------------------------------- | ------------------------------ | ---------- |
| 143        | 1         | Der Turtlesturm auf den Eiffelturm    | Tower of Power                | 13. Sep. 1993        | 30. Jan. 1993                         | Michael Edens                  | 9059-051   |
| 144        | 2         | Die Rostkanone                        | Rust Never Sleeps             | 14. Sep. 1993        | 20. März 1993                         | Lee Schneider & Matthew Malach | 9059-052   |
| 145        | 3         | Vier Turtles im Schnee                | A Real Snow Job               | 14. Sep. 1993        | 6. Feb. 1993                          | Misty Taggart                  | 9059-053   |
| 146        | 4         | Chaos in Venedig                      | Venice on the Half-Shell      | 15. Sep. 1993        | 13. Feb. 1993                         | Misty Taggart                  | 9059-054   |
| 147        | 5         | Diebe aus dem All                     | Artless                       | 15. Sep. 1993        | 20. Feb. 1993                         | Doug Molitor                   | 9059-055   |
| 148        | 6         | Der Feuerstrahl                       | Ring of Fire                  | 16. Sep. 1993        | 27. März 1993                         | Michael Edens                  | 9059-059   |
| 149        | 7         | Der Strahlenbogen                     | The Irish Jig is Up           | 16. Sep. 1993        | 6. März 1993                          | Carole Mendelsohn & John Fox   | 9059-057   |
| 150        | 8         | Sagenhaft                             | Shredder's New Sword          | 17. Sep. 1993        | 13. März 1993                         | Francis Moss & Ted Pedersen    | 9059-058   |
| 151        | 9         | Die Königin von Atlantis              | The Lost Queen of Atlantis    | 17. Sep. 1993        | 27. Feb. 1993                         | Michael Edens                  | 9059-056   |
| 152        | 10        | Die Schreckensfahrt im Orient Express | Turtles on the Orient Express | 20. Sep. 1993        | 3. Apr. 1993                          | Doug Molitor                   | 9059-060   |
| 153        | 11        | Der Diamanten-Räuber                  | April gets in Dutch           | 20. Sep. 1993        | 10. Apr. 1993                         | Misty Taggart                  | 9059-061   |
| 154        | 12        | Die letzten Wikinger                  | Northern Lights Out           | 21. Sep. 1993        | 17. Apr. 1993                         | Ted Pedersen & Francis Moss    | 9059-062   |
| 155        | 13        | Der Zeitwirbel                        | Elementary, my Dear Turtles   | 21. Sep. 1993        | 24. Apr. 1993                         | Dennis O’Flaherty              | 9059-063   |

## Staffel 7
| Nr. (ges.) | Nr. (St.) | Deutscher Titel            | Originaltitel                             | Erstausstrahlung USA | Deutschsprachige Erstausstrahlung (D) | Drehbuch                            | Prod. Code |
| ---------- | --------- | -------------------------- | ----------------------------------------- | -------------------- | ------------------------------------- | ----------------------------------- | ---------- |
| 156        | 1         | Der Superturtle            | Night of the Dark Turtle                  | 30. Okt. 1993        | 30. Sep. 1996                         | David Wise                          | 9062-9304  |
| 157        | 2         | Krieg der Sterne           | The Starchild                             | 6. Nov. 1993         | 1. Okt. 1996                          | David Wise                          | 9062-9302  |
| 158        | 3         | Kampf um die Vergangenheit | The Legend of Koji                        | 6. Nov. 1993         | 2. Okt. 1996                          | David Wise                          | 9062-9303  |
| 159        | 4         | Der Gefängnisausbruch      | Convicts from Dimension X                 | 13. Nov. 1993        | 3. Okt. 1996                          | Jack Mendelsohn                     | 9062-9301  |
| 160        | 5         | Der weiße Gürtel           | White Belt, Black Heart                   | 13. Nov. 1993        | 4. Okt. 1996                          | Jack Mendelsohn & Carole Mendelsohn | 9062-9305  |
| 161        | 6         | In der Falle               | Night of the Rogues                       | 20. Nov. 1993        | 7. Okt. 1996                          | David Wise                          | 9062-9308  |
| 162        | 7         | Jagd nach der Erfindung    | Attack of the Neutrinos                   | 20. Nov. 1993        | 8. Okt. 1996                          | David Wise                          | 9062-9306  |
| 163        | 8         | Die Goldturtles            | Escape from the Planet of the Turtleloids | 27. Nov. 1993        | 9. Okt. 1996                          | David Wise                          | 9062-9307  |
| 164        | 9         | Die Insektenplage          | Revenge of the Fly                        | 27. Nov. 1993        | 10. Okt. 1996                         | David Wise                          | 9062-9309  |
| 165        | 10        | Der Wassermann             | Atlantis Awakes                           | 4. Dez. 1993         | 11. Okt. 1996                         | David Wise                          | 9062-9313  |
| 166        | 11        | Jagd auf die Mutanten      | Dirk Savage: Mutant Hunter                | 4. Dez. 1993         | 14. Okt. 1996                         | David Wise                          | 9062-9310  |
| 167        | 12        | Die Krang Familie          | Invasion of the Krangezoids               | 11. Dez. 1993        | 15. Okt. 1996                         | David Wise                          | 9062-9314  |
| 168        | 13        | Der Abenteuer Park         | Combat Land                               | 11. Dez. 1993        | 16. Okt. 1996                         | David Wise                          | 9062-9311  |
| 169        | 14        | Die letzte Schlacht?       | Shredder Triumphant                       | 18. Dez. 1993        | 17. Okt. 1996                         | David Wise                          | 9062-9312  |

## Staffel 8
| Nr. (ges.) | Nr. (St.) | Deutscher Titel           | Originaltitel              | Erstausstrahlung USA | Deutschsprachige Erstausstrahlung (D) | Drehbuch   | Prod. Code |
| ---------- | --------- | ------------------------- | -------------------------- | -------------------- | ------------------------------------- | ---------- | ---------- |
| 170        | 1         | Wo ist Shredder?          | Get Shredder!              | 17. Sep. 1994        | 19. Apr. 1999                         | David Wise | 9062-9401  |
| 171        | 2         | Der Rattenkönig           | Wrath of the Rat King!     | 24. Sep. 1994        | 20. Apr. 1999                         | David Wise | 9062-9402  |
| 172        | 3         | Megavolts Rache           | State of Shock!            | 1. Okt. 1994         | 21. Apr. 1999                         | David Wise | 9062-9404  |
| 173        | 4         | Sonderbare neue Freunde   | Cry H.A.V.O.C.!            | 8. Okt. 1994         | 22. Apr. 1999                         | David Wise | 9062-9405  |
| 174        | 5         | Gescheiterte Rache        | H.A.V.O.C. in the Streets! | 15. Okt. 1994        | 23. Apr. 1999                         | David Wise | 9062-9406  |
| 175        | 6         | Die Zeitreise             | Enter: Krakus!             | 22. Okt. 1994        | 26. Apr. 1999                         | David Wise | 9062-9407  |
| 176        | 7         | Besuch von den Glaxoniern | Cyber-Turtles!             | 29. Okt. 1994        | 27. Apr. 1999                         | David Wise | 9062-9403  |
| 177        | 8         | Freund oder Feind?        | Turtle Trek!               | 5. Nov. 1994         | 28. Apr. 1999                         | David Wise | 9062-9408  |

## Staffel 9
| Nr. (ges.) | Nr. (St.) | Deutscher Titel         | Originaltitel        | Erstausstrahlung USA | Deutschsprachige Erstausstrahlung (D) | Drehbuch                 | Prod. Code |
| ---------- | --------- | ----------------------- | -------------------- | -------------------- | ------------------------------------- | ------------------------ | ---------- |
| 178        | 1         | Der neue Schüler        | The Unknown Ninja    | 16. Sep. 1995        | 29. Apr. 1999                         | Mark Edens & Bob Forward | 9062-9501  |
| 179        | 2         | Dreggs böser Plan       | Dregg of the Earth   | 23. Sep. 1995        | 30. Apr. 1999                         | Mark Edens & David Wise  | 9062-9502  |
| 180        | 3         | Medusas Zorn            | The Wrath of Medusa  | 30. Sep. 1995        | 3. Mai 1999                           | David Wise               | 9062-9503  |
| 181        | 4         | Tugend und Geisteskraft | The New Mutation     | 7. Okt. 1995         | 4. Mai 1999                           | David Wise               | 9062-9504  |
| 182        | 5         | Dreggs rechte Hand      | The Showdown         | 14. Okt. 1995        | 5. Mai 1999                           | David Wise               | 9062-9505  |
| 183        | 6         | Gefährliche Zeiten      | Split-Second         | 21. Okt. 1995        | 6. Mai 1999                           | David Wise               | 9062-9506  |
| 184        | 7         | Carters Erfindung       | Carter, the Enforcer | 28. Okt. 1995        | 7. Mai 1999                           | David Wise               | 9062-9507  |
| 185        | 8         | Doomquest               | Doomquest            | 4. Nov. 1995         | 10. Mai 1999                          | David Wise               | 9062-9508  |

## Staffel 10
| Nr. (ges.) | Nr. (St.) | Deutscher Titel            | Originaltitel                 | Erstausstrahlung USA | Deutschsprachige Erstausstrahlung (D) | Drehbuch      | Prod. Code |
| ---------- | --------- | -------------------------- | ----------------------------- | -------------------- | ------------------------------------- | ------------- | ---------- |
| 186        | 1         | Dreggs Rückkehr            | The Return of Dregg           | 14. Sep. 1996        | 11. Mai 1999                          | Jeffrey Scott | 9062-9601  |
| 187        | 2         | Der Anfang vom Ende        | The Beginning of the End      | 21. Sep. 1996        | 12. Mai 1999                          | Jeffrey Scott | 9062-9602  |
| 188        | 3         | Böse Vorahnung             | The Power of Three            | 28. Sep. 1996        | 13. Mai 1999                          | Jeffrey Scott | 9062-9603  |
| 189        | 4         | Zweimal vier Turtles       | A Turtle in Time              | 5. Okt. 1996         | 14. Mai 1999                          | Jeffrey Scott | 9062-9604  |
| 190        | 5         | Kurz vor knapp             | Turtles to the Second Power   | 12. Okt. 1996        | 17. Mai 1999                          | Jeffrey Scott | 9062-9605  |
| 191        | 6         | Der Proteincomputer        | Mobster from Dimension X      | 19. Okt. 1996        | 18. Mai 1999                          | Jeffrey Scott | 9062-9606  |
| 192        | 7         | Turtles in höchster Gefahr | The Day the Earth Disappeared | 26. Okt. 1996        | 19. Mai 1999                          | Jeffrey Scott | 9062-9607  |
| 193        | 8         | David gegen Goliath        | Divide and Conquer            | 2. Nov. 1996         | 20. Mai 1999                          | Jeffrey Scott | 9062-9608  |